# Somregel (afgeleide)
De somregel is een formule om de afgeleide van een som van functies te bepalen.
Voor de afgeleide van twee in het punt {\displaystyle a} differentieerbare functies {\displaystyle f} en {\displaystyle g} geldt:
{\displaystyle (f+g)^{\prime }(a)=f'(a)+g'(a)}
Zijn {\displaystyle f} en {\displaystyle g} differentieerbare functies op hun gezamenlijk domein, dan geldt meer algemeen 
{\displaystyle {\frac {\mathrm {d} }{\mathrm {d} x}}(f(x)+g(x))={\frac {\mathrm {d} }{\mathrm {d} x}}f(x)+{\frac {\mathrm {d} }{\mathrm {d} x}}g(x)}